# Verébfélék
A verébfélék vagy óvilági verébfélék (Passeridae) a madarak (Aves) osztályába és a verébalakúak (Passeriformes) rendjébe tartozó család.

## Rendszerezésük
A családot Constantine Samuel Rafinesque amerikai zoológus írta le 1815-ben, az alábbi nemek tartoznak ide:
- Hypocryptadius  – 1 faj
- Carpospiza  – 1 faj
- Petronia  – 1 faj
- Onychostruthus – 1 faj
- Montifringilla  – 3 faj
- Pyrgilauda – 4 faj
- Gymnoris  – 4 faj
- Passer  – 27 faj

## Képek

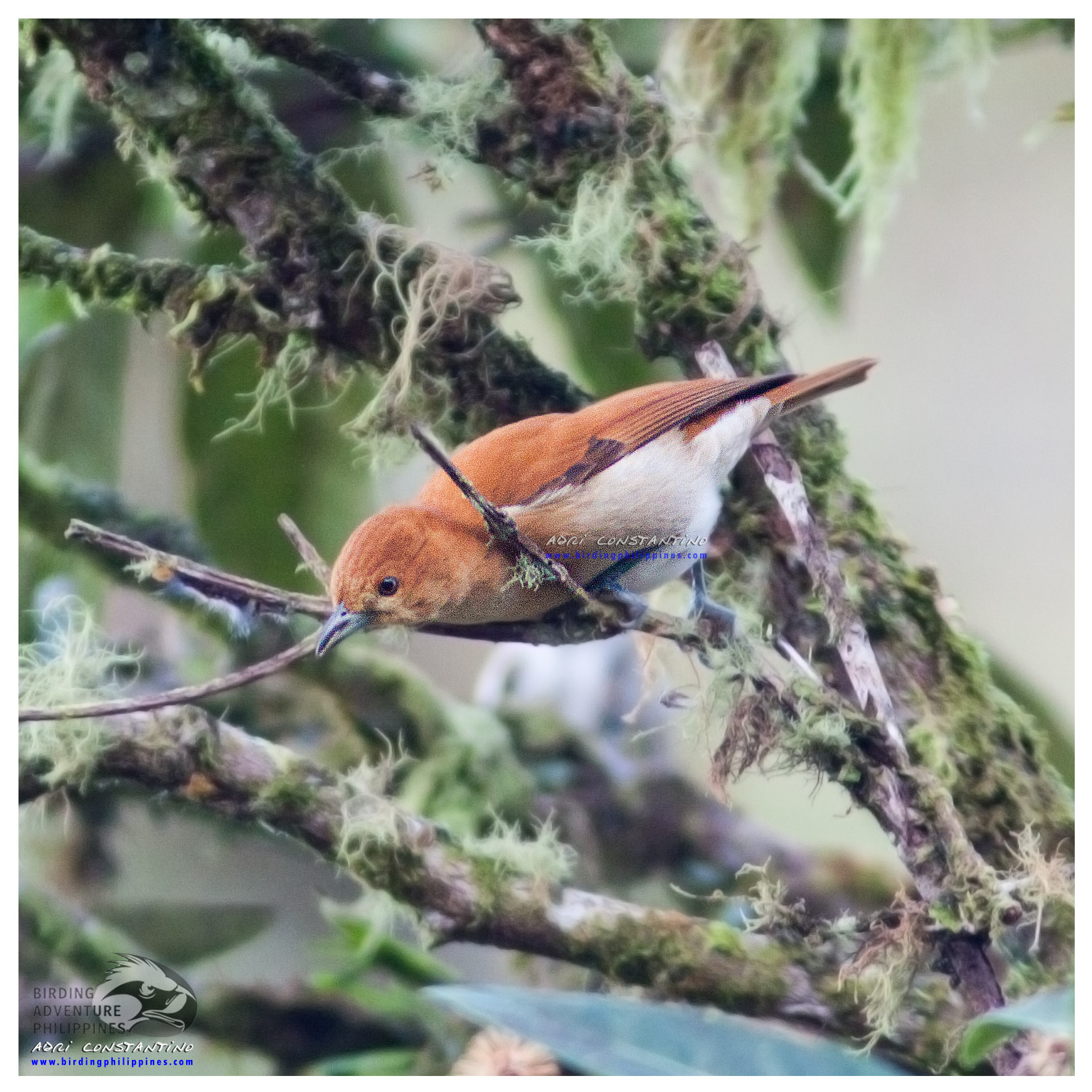
Hypocryptadius cinnamomeus
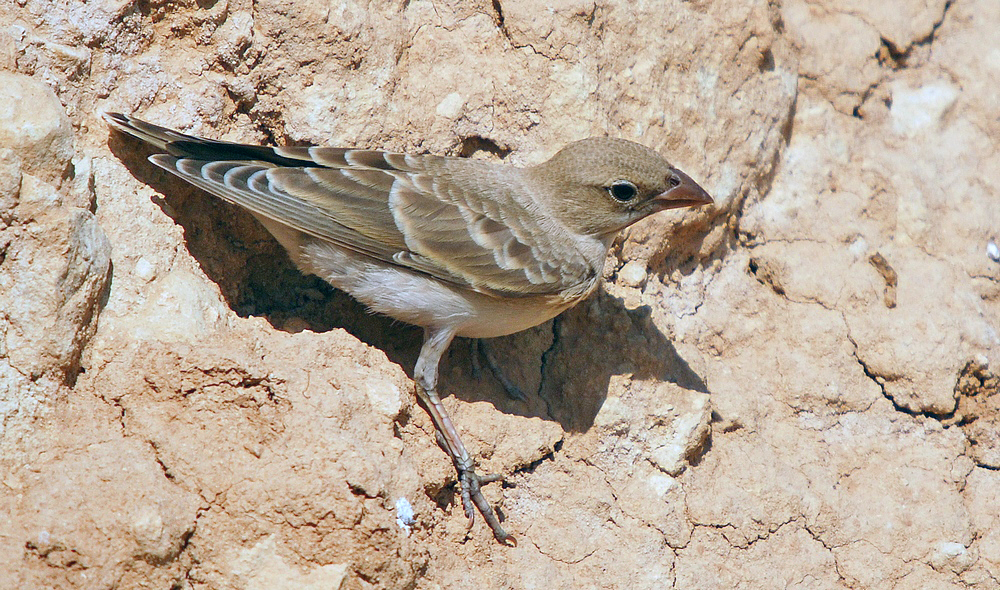
Halvány köviveréb (Carpospiza brachydactyla)
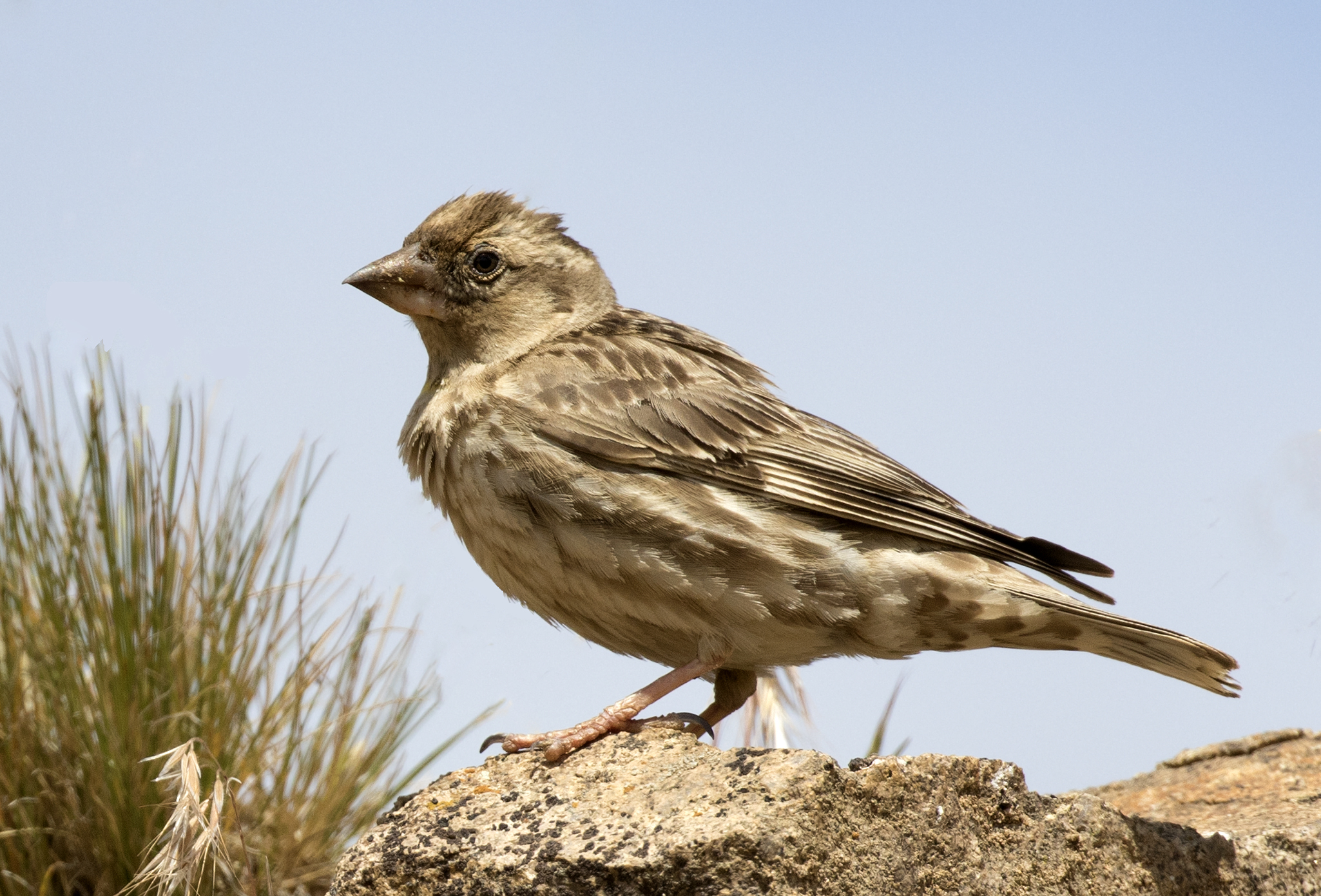
Kövi veréb (Petronia petronia)
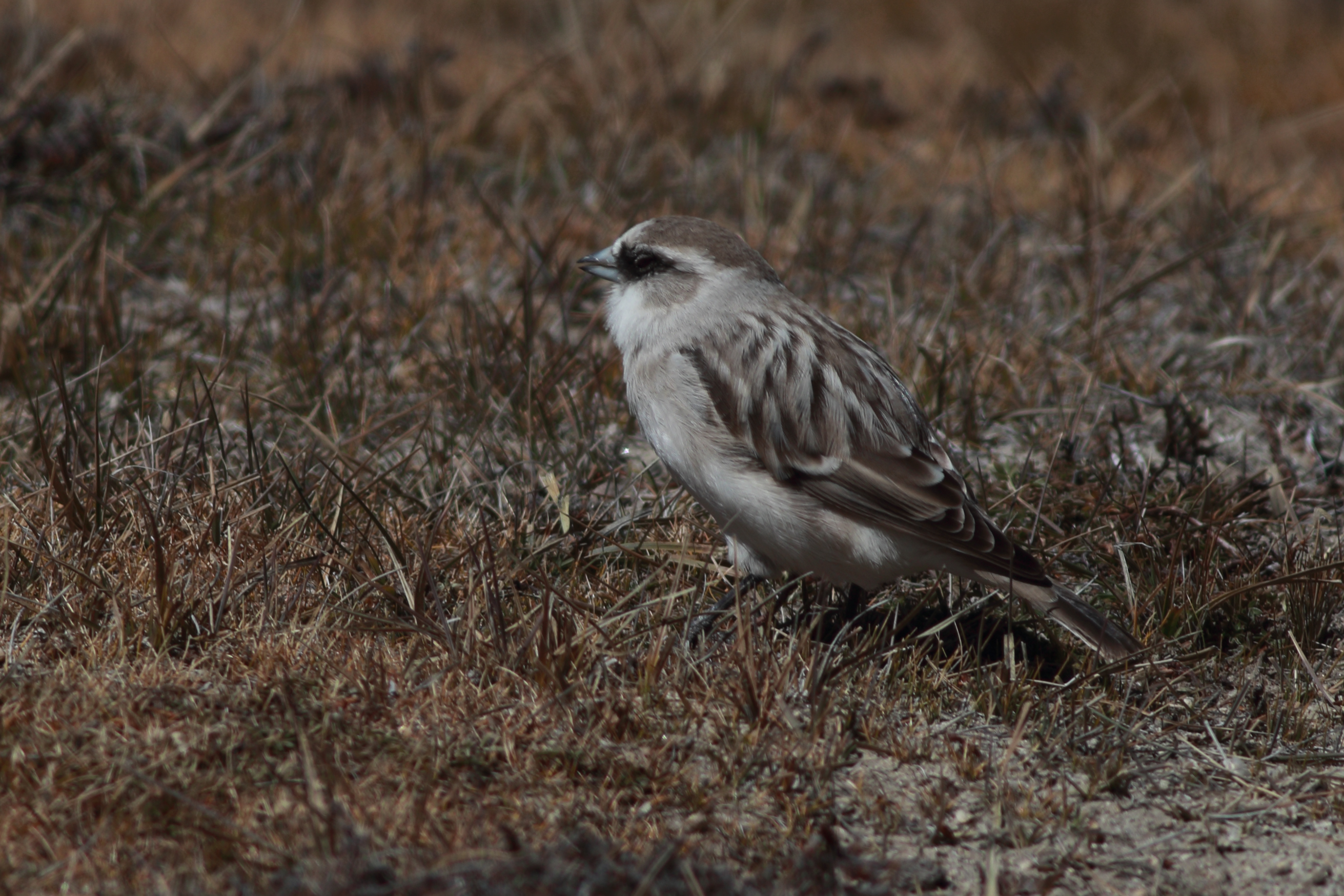
Fehérhasú havasipinty (Onychostruthus blanfordi)
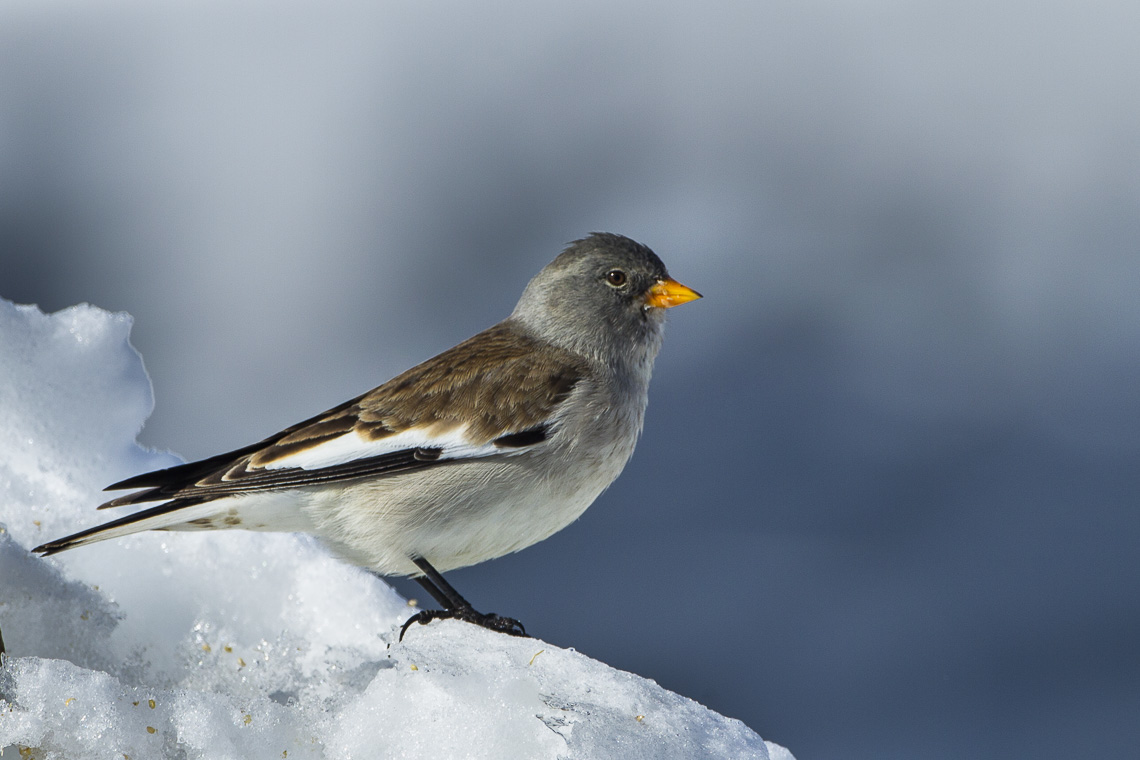
Havasipinty (Montifringilla nivalis)
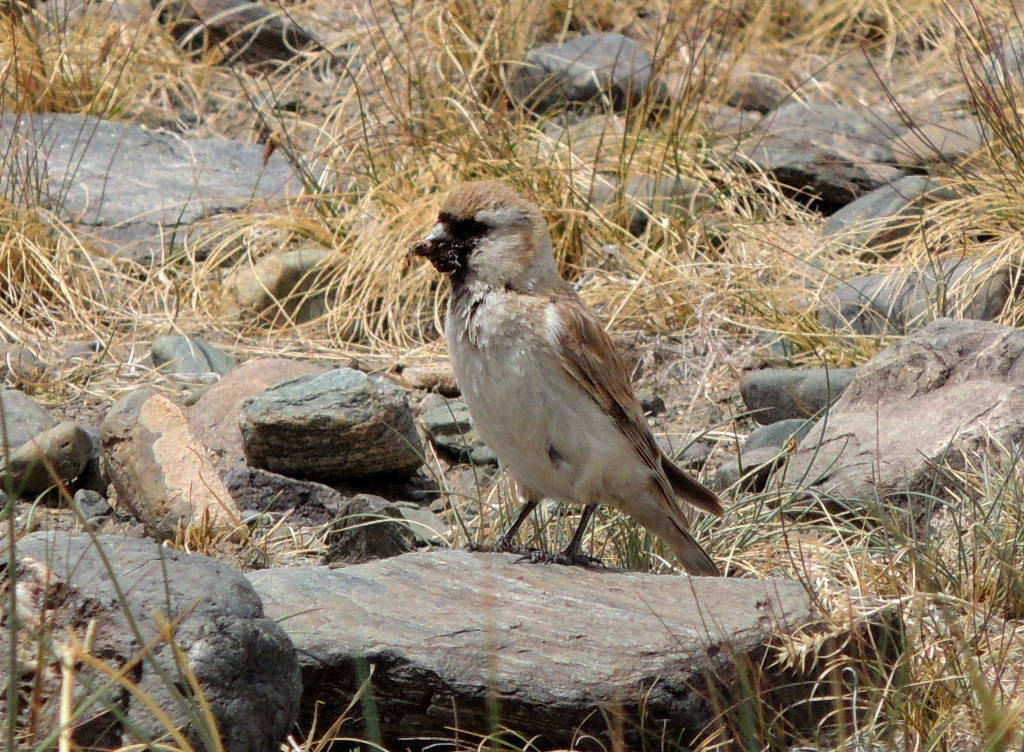
Dávid-havasipinty (Pyrgilauda davidiana)
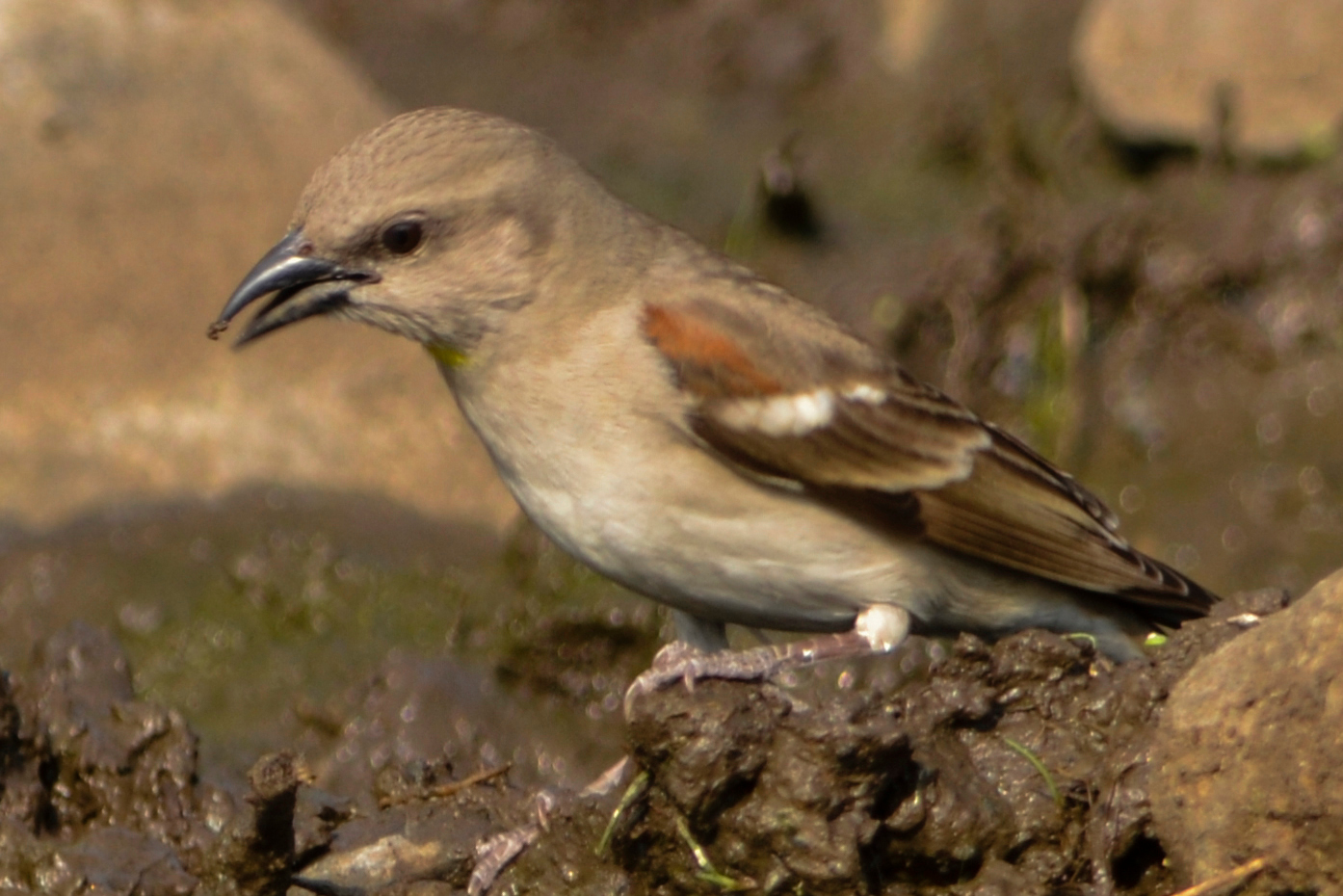
Barnavállú köviveréb (Gymnoris xanthocollis)
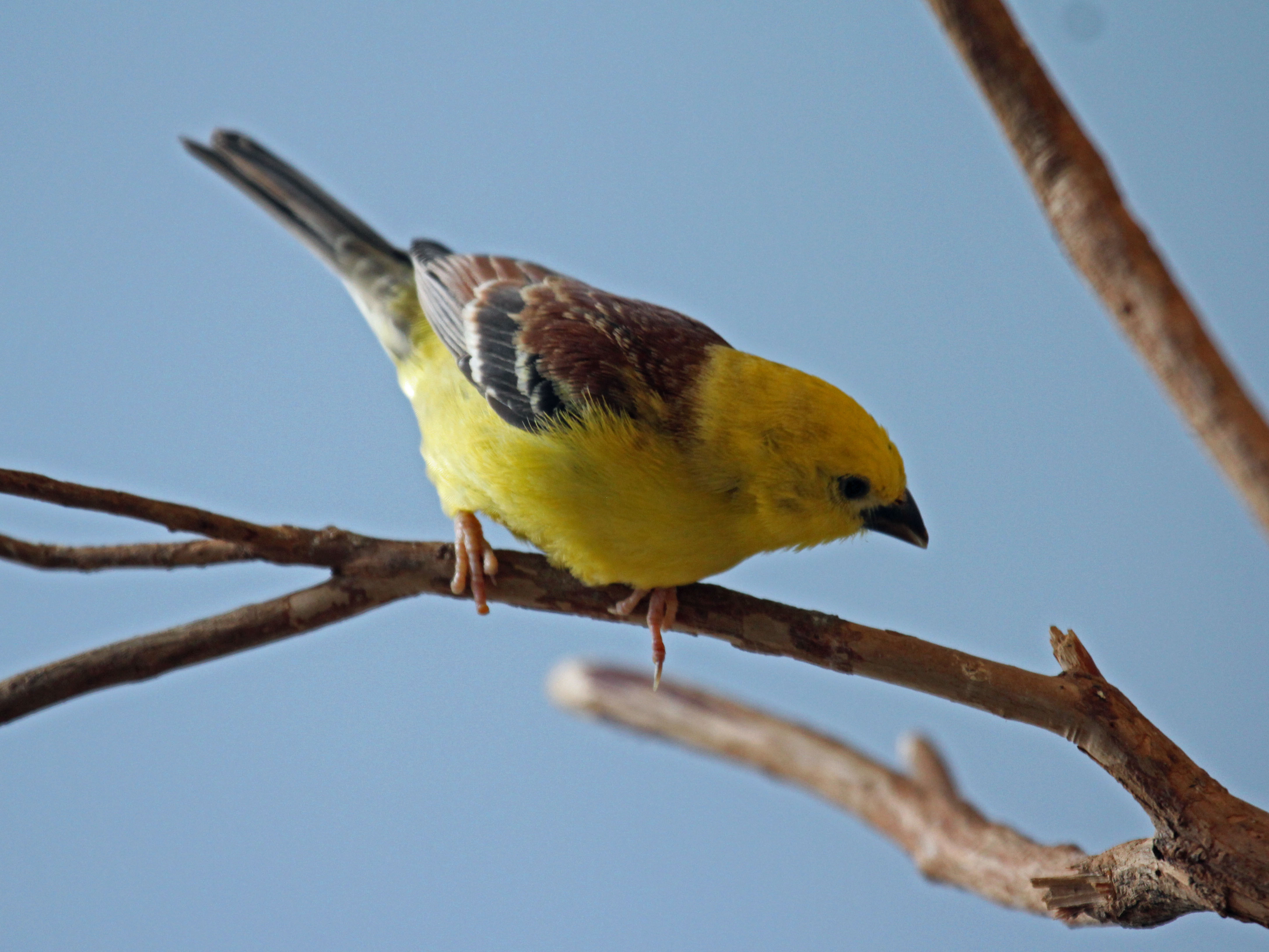
Barnahátú aranyveréb (Passer luteus)